# Godsent
Godsent (stiliserad GODSENT ) är en svensk professionell esportsorganisation bildad av Markus "pronax" Wallsten.  Den har för närvarande lag som tävlar i Counter-Strike: Global Offensive, Dota 2, Hearthstone och League of Legends.